# Ronberg (Karwendel)
Der Ronberg (auch Rohnberg) ist ein 1771 m ü. A. hoher Berg im Karwendel in Tirol.

## Topographie
Die Nördliche Karwendelkette schickt an ihrem östlichen Ende mehrere Ausläufer nach Norden und Osten. Einer davon verläuft über die Steinkarspitze nach Norden, macht bei der Rappenklammspitze einen Knick nach Osten und verläuft über den nur 1 m niedrigeren Hochalplkopf, bis er nach dem Ronberg ins Rißtal fällt.
Der Ronberg ist teils bewaldet und beherbergt auf seiner Ostseite noch die Ronbergalm.